# GeForce 10
A série GeForce 10 é uma família de unidades de processamento gráfico desenvolvidas pela Nvidia, inicialmente com base na Pascal anunciada em março de 2014. Esta série de design sucedeu a série GeForce 900, e é sucedida pela série GeForce 16 e GeForce 20 usando a Turing.

## Arquitetura
A microarquitetura Pascal, em homenagem a Blaise Pascal, foi anunciada em março de 2014 como sucessora da microarquitetura Maxwell. As primeiras placas gráficas da série, a GeForce GTX 1080 e 1070, foram anunciadas em 6 de maio de 2016 e lançadas várias semanas depois, em 27 de maio e 10 de junho, respectivamente. A arquitetura incorpora tecnologias FinFET (TSMC) de 16 nm ou FinFET (Samsung) de 14 nm. Inicialmente, os chips eram produzidos apenas no processo de 16 nm da TSMC, mas os chips posteriores foram fabricados com o processo de 14 nm mais recente da Samsung (GP107, GP108).
Novos recursos no GP10x:
- Capacidade de computação CUDA 6.0 (somente GP100), 6.1 (GP102, GP104, GP106, GP107, GP108)
- DisplayPort 1.4 (No DSC)
- HDMI 2.0b
- Compressão de cores Delta de quarta geração
- Conjunto de recursos PureVideo Decodificação de vídeo de hardware H HEVC Main10 (10 bits), Main12 (12 bits) e decodificação de hardware VP9 (GM200 e GM204 não suportam decodificação de hardware HEVC Main10/Main12 e VP9)[5]
- Suporte HDCP 2.2 para reprodução e streaming de conteúdo 4K DRM protegido (Maxwell GM200 e GM204 não possuem suporte HDCP 2.2, GM206 suporta HDCP 2.2)[6]
- Codificação de hardware NVENC HEVC Main10 de 10 bits (exceto GP108 que não suporta NVENC[7])
- GPU Boost 3.0
- Multiprojeção Simultânea
- Tecnologia HB SLI Bridge
- Novo controlador de memória com suporte GDDR5X e GDDR5 (GP102, GP104, GP106)[8]
- Sistema de agendamento dinâmico de balanceamento de carga. Isso permite que o agendador ajuste dinamicamente a quantidade de GPU atribuída a várias tarefas, garantindo que a GPU permaneça saturada com trabalho, exceto quando não houver mais trabalho que possa ser distribuído com segurança. A Nvidia, portanto, habilitou com segurança a computação assíncrona no driver Pascal.[9]
- Preempção em nível de instrução. Em tarefas gráficas, o driver restringe isso à preempção em nível de pixel porque as tarefas de pixel geralmente terminam rapidamente e os custos indiretos de fazer a preempção em nível de pixel são muito menores do que executar a preempção em nível de instrução. As tarefas de computação obtêm preempção no nível do thread ou no nível da instrução. A preempção em nível de instrução é útil porque as tarefas de computação podem levar muito tempo para serem concluídas e não há garantias sobre quando uma tarefa de computação termina, portanto, o driver permite a preempção em nível de instrução muito cara para essas tarefas.[10]
- Triple buffering implementado no nível do driver. A Nvidia chama isso de "Fast Sync". Isso faz com que a GPU mantenha três buffers de quadro por monitor. Isso faz com que a GPU renderize quadros continuamente, e o quadro renderizado mais recentemente é enviado a um monitor sempre que precisar de um. Isso remove o atraso inicial que o double buffering com vsync causa e impede o lacrimejamento. Os custos são que mais memória é consumida para os buffers e que a GPU consumirá energia desenhando quadros que podem ser desperdiçados porque dois ou mais quadros podem ser desenhados entre o momento em que um monitor recebe um quadro e o tempo que o mesmo monitor precisa para ser enviado outro quadro. Nesse caso, o quadro mais recente é escolhido, fazendo com que os quadros desenhados após o quadro exibido anteriormente, mas antes do quadro selecionado, sejam completamente desperdiçados.[11] Este recurso foi portado para GPUs baseadas em Maxwell na versão do driver 372.70.[12]

A Nvidia anunciou que a GPU Pascal GP100 apresentará quatro pilhas de memória de alta largura de banda, permitindo um total de 16 GB HBM2 nos modelos mais avançados, tecnologia de 16 nm, Memória Unificada e NVLink.
A partir do Windows 10 versão 2004, foi adicionado suporte para usar um agendador de gráficos de hardware para reduzir a latência e melhorar o desempenho, o que requer um nível de driver de WDDM 2.7.

## Produtos

### Founders Edition
Anunciando os produtos da série GeForce 10, a Nvidia apresentou as versões da placa de vídeo Founders Edition da GTX 1060, 1070, 1070 Ti, 1080 e 1080 Ti. Estes são os anteriormente conhecidos como cartões de referência, ou seja, que foram projetados e construídos pela Nvidia e não por seus parceiros de conselho autorizados. Esses cartões passaram a ser usados como referência para medir o desempenho dos cartões parceiros. As placas Founders Edition têm um corpo de alumínio fundido com acabamento usinado com um único ventilador radial e uma câmara de resfriamento de vapor (somente 1070 Ti, 1080, 1080 Ti), uma fonte de alimentação atualizada e uma nova placa traseira de baixo perfil (1070, 1070 Ti, 1080, 1080 Ti somente). A Nvidia também lançou um suprimento limitado de cartões Founders Edition para o GTX 1060 que só estavam disponíveis diretamente no site da Nvidia. Os preços dos cartões Founders Edition (com exceção do GTX 1070 Ti e 1080 Ti) são maiores do que o MSRP dos cartões de parceiros; no entanto, os cartões de alguns parceiros, incorporando um design complexo, com refrigeração líquida ou híbrida, podem custar mais do que o Founders Edition.

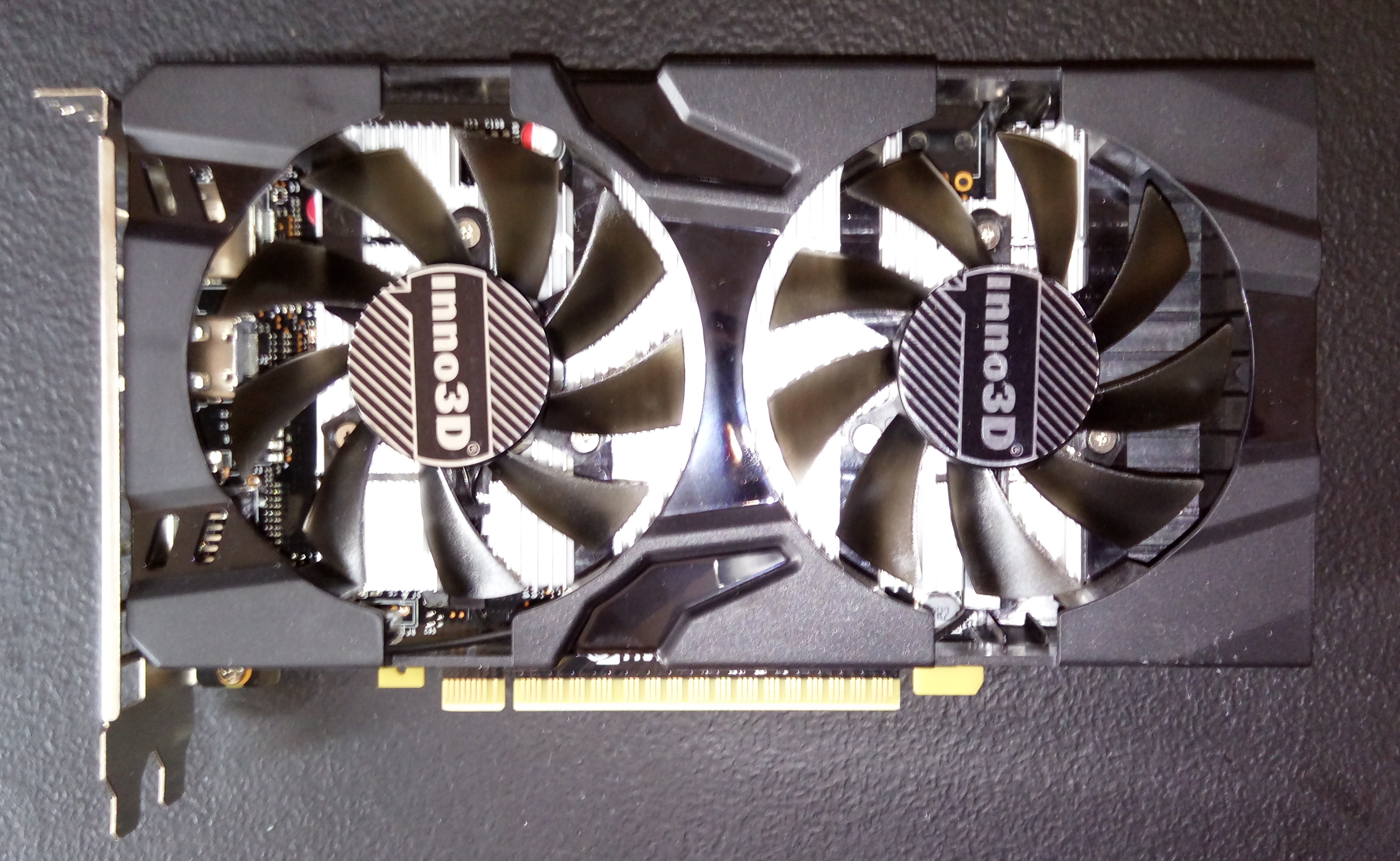
Uma Inno3D GeForce GTX 1050 Twin X2.
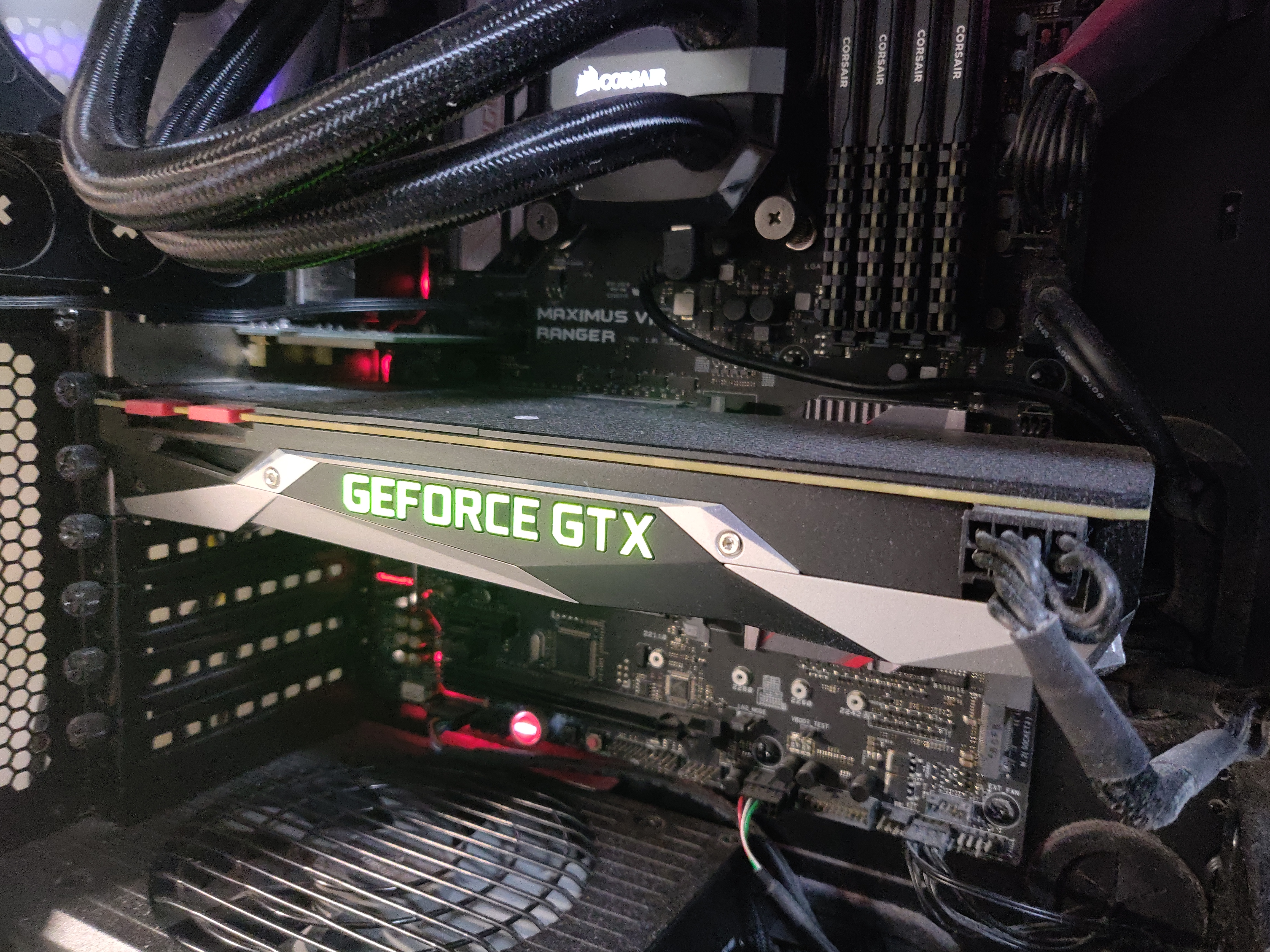
Uma GeForce GTX 1080 Founders Edition em um computador.

### Reintrodução de placas mais antigas
Devido a problemas de produção em torno das placas RTX série 30 e uma escassez geral de placs gráficas devido a problemas de produção causados pela pandemia de COVID-19 em andamento, que levou a uma escassez global de chips semicondutores e aumento da demanda geral por placas gráficas devido ao um aumento na mineração de criptomoedas, a GTX 1050 Ti, junto com a RTX 2060 e seu homólogo Super, foi trazida de volta à produção em 2021.
A reintrodução do GTX 1050 Ti em 2021 causou uma pequena controvérsia em relação ao preço; na Polônia, durante o período de lançamento do 1050 Ti, o cartão custava cerca de 600-850 złotych poloneses, em comparação com o preço de 2021 de 1000 złotych poloneses.
Além disso, a Nvidia lançou discretamente a GeForce GT 1010 em janeiro de 2021.

### GeForce série 10 (10xx) para desktops
- Os padrões de exibição suportados são: DP 1.3/1.4, HDMI 2.0b, dual link DVI[b][23]
- As APIs suportadas são: Direct3D 12 (nível de recurso 12_1), OpenGL 4.6, OpenCL 3.0 e Vulkan 1.2

| Modelo                    | Lançamento                                          | Nomes dos códigos         | Fab (nm) | Transistores (bilhões) | Tamanho da matriz(mm2) | interface de Barramento | Core config | Contagem de SM | Cache L2 (KB) | Velocidades de clock      | Velocidades de clock       | Velocidades de clock | Taxa de preenchimento | Taxa de preenchimento | Memória      | Memória                 | Memória | Memória                    | Poder de processamento(GFLOPS) | Poder de processamento(GFLOPS) | Poder de processamento(GFLOPS) | TDP (watts) | Suporte SLI HB                     | Lançamento MSRP (USD) | Lançamento MSRP (USD) |
| Modelo                    | Lançamento                                          | Nomes dos códigos         | Fab (nm) | Transistores (bilhões) | Tamanho da matriz(mm2) | interface de Barramento | Core config | Contagem de SM | Cache L2 (KB) | Clock base do núcleo(MHz) | Clock boost do núcleo(MHz) | Memória (MT/s)       | Pixel (GP/s)          | Textura (GT/s)        | Tamanho (GB) | Largura de banda (GB/s) | Tipo    | Largura do barramento(bit) | precisão única (boost)         | precisão dupla (boost)         | meia precisão (boost)          | TDP (watts) | Suporte SLI HB                     | Padrão                | Founders Edition      |
|                           |                                                     |                           |          |                        |                        |                         |             |                |               |                           |                            |                      |                       |                       |              |                         |         |                            |                                |                                |                                |             |                                    |                       |                       |
| ------------------------- | --------------------------------------------------- | ------------------------- | -------- | ---------------------- | ---------------------- | ----------------------- | ----------- | -------------- | ------------- | ------------------------- | -------------------------- | -------------------- | --------------------- | --------------------- | ------------ | ----------------------- | ------- | -------------------------- | ------------------------------ | ------------------------------ | ------------------------------ | ----------- | ---------------------------------- | --------------------- | --------------------- |
| GeForce GT 1010 (DDR4)    | 7 de junho de 2022                                  | GP108-200-A1              | 14       | 1.8                    | 74                     | PCIe 3.0 ×4             | 256:16:16   | 2              | 256           | 1151                      | 1379                       | 2100                 | 18.42                 | 18.42                 | 2            | 16.8                    | DDR4    | 64                         | 589.3 (706.1)                  | 24.56 (29.42)                  | —                              | 20          | Não                                | ?                     | —                     |
| GeForce GT 1010           | 13 de janeiro de 2021                               | GP108-200-A1              | 14       | 1.8                    | 74                     | PCIe 3.0 ×4             | 256:16:16   | 2              | 256           | 1228                      | 1468                       | 5000                 | 23.49                 | 23.49                 | 2            | 40.1                    | GDDR5   | 64                         | 629 (752)                      | 26.2 (31.3)                    | —                              | 30          | Não                                | $70                   | —                     |
| GeForce GT 1030 (DDR4)    | 12 de março de 2018                                 | GP108-310-A1              | 14       | 1.8                    | 74                     | PCIe 3.0 ×4             | 384:24:16   | 3              | 512           | 1151                      | 1379                       | 2100                 | 18.41                 | 27.6                  | 2            | 16.8                    | DDR4    | 64                         | 883 (1059)                     | 27 (33)                        | 13 (16)                        | 20          | Não                                | $80                   | —                     |
| GeForce GT 1030           | 17 de maio de 2017                                  | GP108-300-A1              | 14       | 1.8                    | 74                     | PCIe 3.0 ×4             | 384:24:16   | 3              | 512           | 1227                      | 1468                       | 6000                 | 19.6                  | 29.4                  | 2            | 48                      | GDDR5   | 64                         | 942 (1127)                     | 29 (35)                        | 15 (18)                        | 30          | Não                                | $80                   | —                     |
| GeForce GTX 1050 (2GB)    | 25 de outubro de 2016                               | GP107-300-A1              | 14       | 3.3                    | 132                    | PCIe 3.0 ×16            | 640:40:32   | 5              | 1024          | 1354                      | 1455                       | 7000                 | 43.3                  | 54.2                  | 2            | 112                     | GDDR5   | 128                        | 1733 (1862)                    | 54 (58)                        | 27 (29)                        | 75          | Não                                | $109                  | —                     |
| GeForce GTX 1050 (3GB)    | 21 de maio de 2018                                  | GP107-301-A1              | 14       | 3.3                    | 132                    | PCIe 3.0 ×16            | 768:48:24   | 6              | 768           | 1392                      | 1518                       | 7000                 | 33.4                  | 66.8                  | 3            | 84                      | GDDR5   | 96                         | 2138 (2332)                    | 66 (72)                        | 33 (36)                        | 75          | Não                                | ?                     | —                     |
| GeForce GTX 1050 Ti       | 25 de outubro de 2016                               | GP107-400-A1              | 14       | 3.3                    | 132                    | PCIe 3.0 ×16            | 768:48:32   | 6              | 1024          | 1290                      | 1392                       | 7000                 | 41.3                  | 61.9                  | 4            | 112                     | GDDR5   | 128                        | 1981 (2138)                    | 62 (67)                        | 31 (33)                        | 75          | Não                                | $139                  | —                     |
| GeForce GTX 1060 (3GB)    | 18 de agosto de 2016                                | GP106-300-A1              | 16       | 4.4                    | 200                    | PCIe 3.0 ×16            | 1152:72:48  | 9              | 1536          | 1506                      | 1708                       | 8000                 | 72.3                  | 108.4                 | 3            | 192                     | GDDR5   | 192                        | 3470 (3935)                    | 108 (123)                      | 54 (61)                        | 120         | Não                                | $199                  | —                     |
| GeForce GTX 1060 (5GB)    | 26 de dezembro de 2017 (disponível apenas na China) | GP106-350-K3-A1           | 16       | 4.4                    | 200                    | PCIe 3.0 ×16            | 1280:80:40  | 10             | 1280          | 1506                      | 1708                       | 8000                 | 60.2                  | 120.5                 | 5            | 160                     | GDDR5   | 160                        | 3855 (4372)                    | 120 (137)                      | 60 (68)                        | 120         | Não                                | OEM                   | —                     |
| GeForce GTX 1060          | 19 de julho de 2016                                 | GP106-400-A1 GP106-410-A1 | 16       | 4.4                    | 200                    | PCIe 3.0 ×16            | 1280:80:48  | 10             | 1536          | 1506                      | 1708                       | 8000 9000            | 72.3                  | 120.5                 | 6            | 192 216                 | GDDR5   | 192                        | 3855 (4372)                    | 120 (137)                      | 60 (68)                        | 120         | Não                                | $249                  | $299                  |
| GeForce GTX 1060 (GDDR5X) | 18 de outubro de 2018                               | GP104-150-KA-A1           | 16       | 7.2                    | 314                    | PCIe 3.0 ×16            | 1280:80:48  | 10             | 1536          | 1506                      | 1708                       | 8000                 | 72.3                  | 120.5                 | 6            | 192                     | GDDR5X  | 192                        | 3855 (4372)                    | 120 (137)                      | 60 (68)                        | 120         | Não                                | —                     | —                     |
| GeForce GTX 1070          | 10 de junho de 2016                                 | GP104-200-A1              | 16       | 7.2                    | 314                    | PCIe 3.0 ×16            | 1920:120:64 | 15             | 2048          | 1506                      | 1683                       | 8000                 | 96.4                  | 180.7                 | 8            | 256                     | GDDR5   | 256                        | 5783 (6463)                    | 181 (202)                      | 90 (101)                       | 150         | SLI HB de 2 vias ou SLI 2/3/4-vias | $379                  | $449                  |
| GeForce GTX 1070 Ti       | 2 de novembro de 2017                               | GP104-300-A1              | 16       | 7.2                    | 314                    | PCIe 3.0 ×16            | 2432:152:64 | 19             | 2048          | 1607                      | 1683                       | 8000                 | 102.8                 | 244.3                 | 8            | 256                     | GDDR5   | 256                        | 7816 (8186)                    | 244 (256)                      | 122 (128)                      | 180         | SLI HB de 2 vias ou SLI 2/3/4-vias | $449                  | $449                  |
| GeForce GTX 1080          | 27 de maio de 2016                                  | GP104-400-A1 GP104-410-A1 | 16       | 7.2                    | 314                    | PCIe 3.0 ×16            | 2560:160:64 | 20             | 2048          | 1607                      | 1733                       | 10000 11000          | 102.8                 | 257.1                 | 8            | 320 352                 | GDDR5X  | 256                        | 8228 (8873)                    | 257 (277)                      | 128 (139)                      | 180         | SLI HB de 2 vias ou SLI 2/3/4-vias | $599                  | $699                  |
| GeForce GTX 1080 Ti       | 10 de março de 2017                                 | GP102-350-K1-A1           | 16       | 12                     | 471                    | PCIe 3.0 ×16            | 3584:224:88 | 28             | 2816          | 1480                      | 1582                       | 11000                | 130.2                 | 331.5                 | 11           | 484                     | GDDR5X  | 352                        | 10609 (11340)                  | 332 (354)                      | 166 (177)                      | 250         | SLI HB de 2 vias ou SLI 2/3/4-vias | $699                  | $699                  |
| Nvidia Titan X            | 2 de agosto de 2016                                 | GP102-400-A1              | 16       | 12                     | 471                    | PCIe 3.0 ×16            | 3584:224:96 | 28             | 3072          | 1417                      | 1531                       | 10000                | 136                   | 317.4                 | 12           | 480                     | GDDR5X  | 384                        | 10157 (10974)                  | 317 (343)                      | 159 (171)                      | 250         | SLI HB de 2 vias ou SLI 2/3/4-vias | —                     | $1200                 |
| Nvidia Titan Xp           | 6 de abril de 2017                                  | GP102-450-A1              | 16       | 12                     | 471                    | PCIe 3.0 ×16            | 3840:240:96 | 30             | 3072          | 1405                      | 1582                       | 11410                | 135                   | 337.2                 | 12           | 547.7                   | GDDR5X  | 384                        | 10790 (12150)                  | 337 (380)                      | 169 (190)                      | 250         | SLI HB de 2 vias ou SLI 2/3/4-vias | —                     | $1200                 |
| Modelo                    | Lançamento                                          | Nomes dos códigos         | Fab (nm) | Transistores (bilhões) | Tamanho da matriz(mm2) | interface de Barramento | Core config | Contagem de SM | Cache L2 (KB) | Velocidades de clock      | Velocidades de clock       | Velocidades de clock | Taxa de preenchimento | Taxa de preenchimento | Memória      | Memória                 | Memória | Memória                    | Poder de processamento(GFLOPS) | Poder de processamento(GFLOPS) | Poder de processamento(GFLOPS) | TDP (watts) | Suporte SLI HB                     | Lançamento MSRP (USD) | Lançamento MSRP (USD) |
| Modelo                    | Lançamento                                          | Nomes dos códigos         | Fab (nm) | Transistores (bilhões) | Tamanho da matriz(mm2) | interface de Barramento | Core config | Contagem de SM | Cache L2 (KB) | Clock base do núcleo(MHz) | Clock boost do núcleo(MHz) | Memória (MT/s)       | Pixel (GP/s)          | Textura (GT/s)        | Tamanho (GB) | Largura de banda (GB/s) | Tipo    | Largura do barramento(bit) | precisão única (boost)         | precisão dupla (boost)         | meia precisão (boost)          | TDP (watts) | Suporte SLI HB                     | Padrão                | Founders Edition      |

1. ↑  No OpenCL 3.0, a funcionalidade do OpenCL 1.2 tornou-se uma linha de base obrigatória, enquanto todos os recursos do OpenCL 2.xe OpenCL 3.0 se tornaram opcionais.
2. ↑  O Nvidia Titan Xp & the Founders Edition GTX 1080 Ti não possui uma porta DVI de link duplo, mas um adaptador DisplayPort para DVI de link único está incluído na caixa.
3. 1 2  Shaders Unificados: Unidades de Mapeamento de Textura: Unidades de Saída de Renderização
4. 1 2  O número de multiprocessadores de streaming na GPU.
5. 1 2 3 4  As placas GTX 1060 e GTX 1080 enviadas após abril de 2017 apresentam maior velocidade de memória, aumentando assim a largura de banda da memória.
6. 1 2  A taxa de preenchimento de pixel é calculada como o menor de três números: número de ROPs multiplicado pela velocidade do clock do núcleo base, número de rasterizadores multiplicado pelo número de fragmentos que eles podem gerar por rasterizador multiplicado pela velocidade do clock do núcleo básico e o número de multiprocessadores de streaming multiplicados pelo número de fragmentos por clock que eles podem produzir multiplicado pela taxa de clock base.
7. 1 2  A taxa de preenchimento da textura é calculada como o número de TMUs multiplicado pela velocidade básica do clock do núcleo.
8. 1 2  Para calcular o poder de processamento, consulte a Performance e Pascal (microarquitetura)
9. 1 2  SLI HB suporta apenas um máximo de 2 vias SLI usando pontes SLI HB, no entanto, se estiver usando pontes SLI tradicionais, ele pode suportar um máximo de 4 vias SLI, mas o desempenho é melhorado principalmente em benchmarks sintéticos.
10. 1 2 3 4  Falta codificador de vídeo de hardware
11. ↑  A GTX 1070 tem um dos quatro GPCs desabilitados no dado. A perda de um dos Raster Engines permite apenas o uso de 48 ROPs por ciclo.

### GeForce 10 série (10xx) para notebooks
| Modelo                               | Lançamento             | Nomes dos códigos | Fab (nm) | Transistores (bilhões) | Tamanho da matriz(mm2) | interface de Barramento | Core config | Contagem de SM | Cache L2 (MB) | Velocidades de clock      | Velocidades de clock       | Velocidades de clock     | Taxa de preenchimento | Taxa de preenchimento | Memória      | Memória                  | Memória    | Memória                    | Poder de processamento(GFLOPS) | Poder de processamento(GFLOPS) | Poder de processamento(GFLOPS) | TDP (watts) |
| Modelo                               | Lançamento             | Nomes dos códigos | Fab (nm) | Transistores (bilhões) | Tamanho da matriz(mm2) | interface de Barramento | Core config | Contagem de SM | Cache L2 (MB) | Clock base do núcleo(MHz) | Clock boost do núcleo(MHz) | Memória (MT/s)           | Pixel (GP/s)          | Textura (GT/s)        | Tamanho (GB) | Largura de banda (GB/s)  | Tipo       | Largura do barramento(bit) | precisão única (boost)         | precisão dupla (boost)         | meia precisão (boost)          | TDP (watts) |
|                                      |                        |                   |          |                        |                        |                         |             |                |               |                           |                            |                          |                       |                       |              |                          |            |                            |                                |                                |                                |             |
| ------------------------------------ | ---------------------- | ----------------- | -------- | ---------------------- | ---------------------- | ----------------------- | ----------- | -------------- | ------------- | ------------------------- | -------------------------- | ------------------------ | --------------------- | --------------------- | ------------ | ------------------------ | ---------- | -------------------------- | ------------------------------ | ------------------------------ | ------------------------------ | ----------- |
| GeForce MX110                        | 17 de novembro de 2017 | GM108 (N16V-GMR1) | 28       | ?                      | ?                      | PCIe 3.0 ×4             | 384:24:8    | 3              | 1.0           | 965                       | 993                        | 1800 (DDR3) 5000 (GDDR5) | 7.944                 | 23.83                 | 2            | 14.4 (DDR3) 40.1 (GDDR5) | DDR3 GDDR5 | 64                         | 741.1 (762.6)                  | 23.16 (23.83)                  | —                              | 30          |
| GeForce MX130                        | 17 de novembro de 2017 | GM108 (N16S-GTR)  | 28       | ?                      | ?                      | PCIe 3.0 ×4             | 384:24:8    | 3              | 1.0           | 1122                      | 1242                       | 1800 (DDR3) 5000 (GDDR5) | 9.936                 | 29.81                 | 2            | 14.4 (DDR3) 40.1 (GDDR5) | DDR3 GDDR5 | 64                         | 861.7 (953.9)                  | 26.93 (29.81)                  | —                              | 30          |
| GeForce MX150                        | 17 de maio de 2017     | GP108 (N17S-LG)   | 14       | 1.8                    | 74                     | PCIe 3.0 ×4             | 384:24:16   | 3              | 0.5           | 937                       | 1038                       | 5000                     | 14.99                 | 22.49                 | 2 4          | 40.1                     | GDDR5      | 64                         | 719.6 (797.2)                  | 22.49 (24.91)                  | 11.24 (12.45)                  | 10          |
| GeForce MX150                        | 17 de maio de 2017     | GP108 (N17S-G1)   | 14       | 1.8                    | 74                     | PCIe 3.0 ×4             | 384:24:16   | 3              | 0.5           | 1468                      | 1532                       | 6000                     | 23.49                 | 35.23                 | 2 4          | 48                       | GDDR5      | 64                         | 1127 (1177)                    | 35.23 (36.77)                  | 17.62 (18.38)                  | 25          |
| GeForce GTX 1050 Max-Q (Notebook)    | 3 de janeiro de 2018   | GP107 (N17P-G0)   | 14       | 3.3                    | 132                    | PCIe 3.0 ×16            | 640:40:16   | 5              | 1.0           | 999–1189                  | 1139–1328                  | 7000                     | 19.02                 | 47.56                 | 2 4          | 112                      | GDDR5      | 128                        | 1278–1521 (1457–1699)          | 39.96–47.56 (45.56–53.12)      | 19.98–23.78 (22.78–26.56)      | 34-40       |
| GeForce GTX 1050 (Notebook)          | 3 de janeiro de 2017   | GP107 (N17P-G0)   | 14       | 3.3                    | 132                    | PCIe 3.0 ×16            | 640:40:16   | 5              | 1.0           | 1354                      | 1493                       | 7000                     | 21.66                 | 54.16                 | 2 4          | 112                      | GDDR5      | 128                        | 1733 (1911)                    | 54.16 (59.72)                  | 27.08 (29.86)                  | 53          |
| GeForce GTX 1050 Ti Max-Q (Notebook) | 3 de janeiro de 2018   | GP107 (N17P-G1)   | 14       | 3.3                    | 132                    | PCIe 3.0 ×16            | 768:48:32   | 6              | 1.0           | 1151–1290                 | 1290–1417                  | 7000                     | 41.28                 | 61.92                 | 4            | 112                      | GDDR5      | 128                        | 1767–1981 (1981–2176)          | 55.24–61.92 (61.92–68.02)      | 27.62–30.96 (30.96–34.01)      | 40-46       |
| GeForce GTX 1050 Ti (Notebook)       | 3 de janeiro de 2017   | GP107 (N17P-G1)   | 14       | 3.3                    | 132                    | PCIe 3.0 ×16            | 768:48:32   | 6              | 1.0           | 1493                      | 1620                       | 7000                     | 47.78                 | 71.66                 | 4            | 112                      | GDDR5      | 128                        | 2293 (2488)                    | 71.66 (77.76)                  | 35.83 (38.88)                  | 64          |
| GeForce GTX 1060 Max-Q (Notebook)    | 27 de junho de 2017    | GP106 (N17E-G1)   | 16       | 4.4                    | 200                    | PCIe 3.0 ×16            | 1280:80:48  | 10             | 1.5           | 1063–1265                 | 1341–1480                  | 8000                     | 60.72                 | 101.2                 | 3 6          | 192                      | GDDR5      | 192                        | 2721–3238 (3432–3788)          | 85.04–101.2 (107.3–118.4)      | 42.52–50.60 (53.64–59.20)      | 60-70       |
| GeForce GTX 1060 (Notebook)          | 16 de agosto de 2016   | GP106 (N17E-G1)   | 16       | 4.4                    | 200                    | PCIe 3.0 ×16            | 1280:80:48  | 10             | 1.5           | 1404                      | 1670                       | 8000                     | 67.39                 | 112.3                 | 3 6          | 192                      | GDDR5      | 192                        | 3594 (4275)                    | 112.3 (133.6)                  | 56.16 (66.80)                  | 80          |
| GeForce GTX 1070 Max-Q (Notebook)    | 27 de junho de 2017    | GP104 (N17E-G2)   | 16       | 7.2                    | 314                    | PCIe 3.0 ×16            | 2048:128:64 | 16             | 2.0           | 1101–1215                 | 1265–1379                  | 8000                     | 77.76                 | 155.5                 | 8            | 256                      | GDDR5      | 256                        | 4509–4977 (5181–5648)          | 140.9–155.5 (161.9–176.5)      | 70.46–77.76 (80.96–88.26)      | 80-90       |
| GeForce GTX 1070 (Notebook)          | 16 de agosto de 2016   | GP104 (N17E-G2)   | 16       | 7.2                    | 314                    | PCIe 3.0 ×16            | 2048:128:64 | 16             | 2.0           | 1442                      | 1645                       | 8000                     | 92.29                 | 184.6                 | 8            | 256                      | GDDR5      | 256                        | 5906 (6738)                    | 184.6 (210.6)                  | 92.29 (105.3)                  | 115         |
| GeForce GTX 1080 Max-Q (Notebook)    | 27 de junho de 2017    | GP104 (N17E-G3)   | 16       | 7.2                    | 314                    | PCIe 3.0 ×16            | 2560:160:64 | 20             | 2.0           | 1101–1290                 | 1278–1458                  | 10000                    | 82.56                 | 206.4                 | 8            | 320                      | GDDR5X     | 256                        | 5637–6605 (6543–7465)          | 176.2–206.4 (204.5–233.3)      | 88.08–103.2 (102.2–116.6)      | 90-110      |
| GeForce GTX 1080 (Notebook)          | 16 de agosto de 2016   | GP104 (N17E-G3)   | 16       | 7.2                    | 314                    | PCIe 3.0 ×16            | 2560:160:64 | 20             | 2.0           | 1556                      | 1733                       | 10000                    | 99.58                 | 249.0                 | 8            | 320                      | GDDR5X     | 256                        | 7967 (8873)                    | 249.0 (277.3)                  | 124.5 (138.6)                  | 150         |

1. ↑  Shaders Unificados: Unidades de Mapeamento de Textura: Unidades de Saída de Renderização
2. ↑  O número de multiprocessadores de streaming na GPU.
3. ↑  A taxa de preenchimento de pixel é calculada como o menor de três números: número de ROPs multiplicado pela velocidade do clock do núcleo base, número de rasterizadores multiplicado pelo número de fragmentos que eles podem gerar por rasterizador multiplicado pela velocidade do clock do núcleo básico e o número de streaming multiprocessadores multiplicados pelo número de fragmentos por clock que eles podem produzir multiplicado pela taxa de clock base.
4. ↑  A taxa de preenchimento da textura é calculada como o número de TMUs multiplicado pela velocidade básica do clock do núcleo.
5. ↑  Para calcular o poder de processamento, consulte a Performance e Pascal (microarquitetura)
6. 1 2 3  Não possui codificador e decodificador de vídeo de hardware

## Suporte descontinuado
A Nvidia anunciou que, após o lançamento dos drivers 390, não lançará mais drivers de 32 bits para sistemas operacionais de 32 bits.
A Nvidia anunciou que, após o lançamento dos 470 drivers, faria a transição do suporte de driver para os sistemas operacionais Windows 7 e Windows 8.1 para o status legado e continuaria a fornecer atualizações críticas de segurança para esses sistemas operacionais até setembro de 2024. A série GeForce 10 é a última geração de GPU Nvidia para suportar Windows 7/8.x ou qualquer sistema operacional de 32 bits; começando com a arquitetura Turing, as GPUs Nvidia mais recentes agora exigem um sistema operacional de 64 bits.